# Шотландский виски

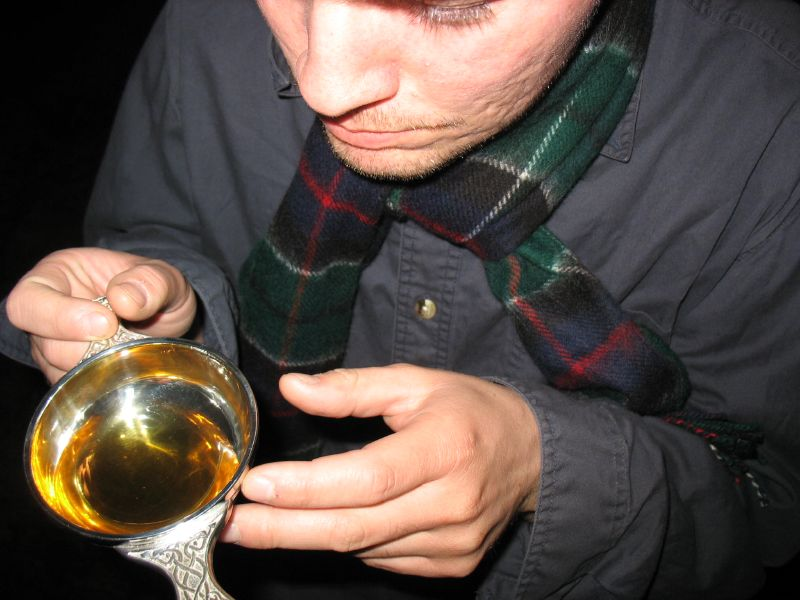
Куэйч — специальная шотландская чашечка для виски

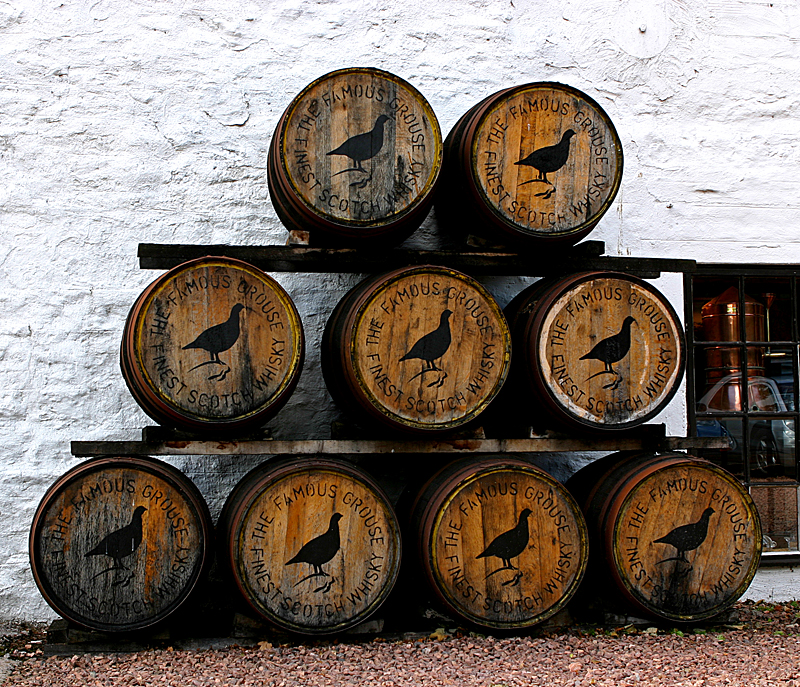
Бочки со скотчем

Шотла́ндский ви́ски, или скотч (англ. Scotch whisky, гэльск. uisge-beatha, скотс Scots whiskie) — виски, произведённый на территории Шотландии. Будучи «национальным» продуктом, этот виски имеет категорию «названия, законодательно закреплённого географически», и защищён государственными законодательными актами Великобритании, Европейского союза и Всемирной торговой организации.

## Краткая история
Полное историческое название напитка на гэльском языке — uisge beatha — является дословным переводом латинского наименования спирта-дистиллята aqua vitae (вода жизни).
Самые ранние записи о регистрации дистилляции были найдены в Казначейских налоговых отчётах, датированных 1494 годом. На первом листе отчёта записано: «Выдать монаху Джону Кору восемь боллов (шотландская мера веса, 1 болл = 218,25 кг) ячменного солода для производства „воды жизни“». Предварительные же расчёты показали, что из такого количества ячменя возможно произвести порядка 2400 бутылей дистиллята, что говорит о хорошо поставленном производстве данного напитка в монастырских стенах.
Но примитивное оборудование того времени и отсутствие научного подхода к производству приводят к выводам, что произведённый спирт был, вероятно, очень крепким и достаточно вредным для здоровья. Однако технология дистилляции со временем улучшалась, и в XVI—XVII столетиях в этом вопросе были сделаны значительные усовершенствования.

## Законодательный регламент
Ранее производство шотландского виски определялось законодательными британскими актами «The Scotch Whisky Act 1988», «The Scotch Whisky Order 1990 No.998». С 2009 года эти акты были заменены «The Scotch Whisky Regulations 2009 No.2890».
Положение о шотландском виски 2009 г. (SWR) определяет и регулирует производство, маркировку, упаковку, а также рекламу шотландского виски в Соединённом Королевстве. Оно полностью заменило предыдущие правила, которые касались исключительно производства, включая Закон о шотландском виски 1988 года. Поскольку предыдущий акт касался в первую очередь производственных стандартов, он был отменён и заменён Правилами 2009 года. SWR включает более широкие определения и требования к производству, розливу, маркировке, брендингу и продаже шотландского виски. В результате международных торговых соглашений некоторые положения SWR применяются в различных других странах, а также в Великобритании. SWR определяет «шотландский виски» как виски, который:
- Был произведён на винокурне в Шотландии из воды и соложёного ячменя (к которому могут быть добавлены только цельные зерна других злаковых), которые были:
  - Переработан на винокурне в сусло;
  - Преобразован в способный к брожению субстрат только с помощью эндогенных энзимов;
  - Ферментируем только с применением дрожжевых культур;
- Был дистиллирован с остаточным процентным содержанием алкоголя менее 94,8 % так, чтобы у конечного продукта перегонки присутствовали аромат и вкус, присущие первичному сырью, используемому в производстве;
- Минимальный процент содержания алкоголя конечного продукта составляет 40 %;
- Выдерживался (созревал) на регламентированном акцизном складе в Шотландии, в бочках из дуба, объёмом не превышающим 700 литров, и периодом созревания не менее трёх лет;
- Сохраняет цвет, аромат и вкус, полученный из первичного сырья, используемого в производстве и созревании, и к которому не было добавлено никакое вещество, кроме воды и спиртовой карамели.

Шотландский виски, согласно законодательству, подразделяется на пять категорий:
- Single Malt Scotch Whisky или односолодовый шотландский виски — это виски, произведённый на одной(!) винокурне. Односолодовый виски должен быть произведён из воды и соложёного ячменя (солода), без добавления каких-либо других зерновых культур, и дистиллированный дважды в строго регламентированных медных перегонных кубах (лишь несколько шотландских винокурен практикуют дополнительно разрешённую законодательно тройную дистилляцию). Соответственно, полное производство должно находиться на территории Шотландии;
- Single Grain Scotch Whisky или зерновой шотландский виски — это виски, произведённый на одной(!) винокурне. Цельнозерновой виски должен быть произведён из воды, ячменного зерна с/ или без добавления других соложёных или несоложёных зерновых культур. Технология и особенности производства этого виски не должны пересекаться с технологией производства односолодового шотландского виски;
- Blended Scotch Whisky или купажированный шотландский виски — это смешанный виски, произведённый из одного или нескольких односолодовых шотландских виски с добавлением одного или нескольких зерновых шотландских виски, произведённых на нескольких разных винокурнях;
- Blended Malt Scotch Whisky или солодовый купажированный шотландский виски — это смешанный виски, произведённый из нескольких односолодовых шотландских виски, произведённых на нескольких разных винокурнях;
- Blended Grain Scotch Whisky или зерновой купажированный шотландский виски — это смешанный виски, произведённый из нескольких зерновых шотландских виски, произведённых на нескольких разных винокурнях.

## Производство
Изначально в Шотландии производили солодовый виски, используя в качестве сырья ячмень.
Для получения сусла применяется соложеный ячмень. Для зерна «имитируют приход весны» и оно начинает прорастать. Если зерно вовремя не просушить, оно начнет давать корни и побеги, формируя новые растения ячменя. Процесс соложения нужно вовремя остановить путём сушки.
Собранный солод просушивается горячим сухим воздухом (иногда это делается с использованием дыма, для которого берётся болотный торф), смешивается с водой для получения сусла, сбраживается и перегоняется. Получившийся спирт выдерживается в дубовых бочках из-под других алкогольных напитков; на вкус виски влияет состав торфа, вода, напиток, ранее содержавшийся в бочке, а также расположение винокурни (например, на берегу моря или около болота) — бочки хранятся негерметично.
Большая часть производящегося в Шотландии напитка — купажированный виски, продукт смешения солодового и зернового виски (в зависимости от марки, в купаже участвует разное количество сортов и пропорций). Впервые технология купажирования была использована в 1853 году в Эдинбурге в винокурне Эндрю Ашера. Оптимальным процентным соотношением зернового виски к солодовому считается 1:2.
В купаже могут участвовать виски разной выдержки, при этом на этикетке указывается в качестве возраста конечного продукта возраст самого молодого из участвовавших в купаже виски. Возрастом виски считается срок выдержки в бочке; виски не «стареет», будучи разлитым в стеклянную посуду. Несмотря на это, многие эксперты отмечают факт деградации органолептических свойств виски после более чем 25-30 летнего хранения в бутылке.

### Производители
По данным на 2016 год, лишь 20 % скотча производились непосредственно шотландскими компаниями. Примерно 40 % приходилось на долю базирующегося в Лондоне алкогольного гиганта Diageo: более 20 брендов, включая Johnnie Walker и Talisker. Ещё 20 % производства обеспечивает французская компания Pernod Ricard (такие марки, как, к примеру, Glenlivet, Chivas Regal и Ballantine’s. Из независимых шотландских производителей выделяется семейное предприятие William Grant & Sons — 8 % продаж скотча, включая такие бренды, как Glenfiddich и Balvenie. При этом Glenfiddich — наиболее продаваемый шотландский сингл-молт в мире: в год продаётся примерно 14 миллионов бутылок.

## Районы

Принятое деление по регионам производства виски

Сейчас на территории Шотландии существует свыше 100 перегонных заводов, которые производят больше двух тысяч марок виски.
Основные районы производства виски в Шотландии:
- Высокогорье (англ. Highland, гэльск. Gàidhealtachd)
- Спейсайд (англ. Speyside)
- Равнина (англ. Lowland)
- Кэмпбелтаун (англ. Campbeltown, гэльск. Ceann Loch Chille Chiarain)
- Остров Айлей (англ. Islay гэльск. Ìle)
- Гебридские и Оркнейские острова (англ. Island)

Ассоциация шотландского виски (англ. Scotch Whisky Association) не выделяет последний район, но относит его винокурни к району Высокогорья.

## Классификация шотландского виски
Согласно книге Эркина Тузмухамедова «Шотландский виски», Ассоциация шотландского виски подразделяет виски на следующие категории: Standard blend, Deluxe blend, Premium blend, Semi-Premium blend, Malt, Grain. Ниже перечислены некоторые из известных марок виски:

### Single Malt
- Loch Lomond
- Aberlour
- Highland Park
- Auchentoshan
- The Singleton
- The Glenlivet
- Glenfarklas
- Glenmorangie
- Glenfiddich
- Strathisla
- The Macallan
- Bowmore
- McClelland’s
- Springbank
- John Crabbie
- Laphroaig

### Standard Blend
- Ballantine’s Finest
- Johnnie Walker Red Label
- Long John
- Teacher’s Highland Cream
- Clan Campbell
- Seagram’s 100 Pipers
- Hankey Bannister
- Passport Scotch
- John Barr
- Whyte & Mackay Special Reserve
- Bell’s Extra Special
- Black & White
- Dewar’s
- Haig
- White Horse
- Mount Keen
- Scottish Collie
- Scottish Leader
- Attorney Marco
- Highland Cup
- Cutty Sark
- Famous Grouse

### Semi-Premium
- MacLeod’s Isle of Skye 8 YO

### Premium blend
- Chivas Regal 12 YO
- Johnnie Walker Black Label 12 YO
- J&B Rare
- Hankey Bannister 15 YO
- Hankey Bannister 21 YO
- John Player Special Rare

### Deluxe
- Chivas Regal 18 YO
- Ballantine’s Gold Seal
- Cutty Sark 12 YO
- Cutty Sark 18 YO
- Cutty Sark Discovery
- Famous Grouse 15 YO
- Famous Grouse 21 YO
- Famous Grouse Old Reserve
- Whyte & Mackay 12 YO